# Medinophyto
Medinophyto är ett släkte av tvåvingar. Medinophyto ingår i familjen parasitflugor.
Kladogram enligt Catalogue of Life:
| Medinophyto | \| \| Medinophyto dilecta \| \| \| \| \| \| Medinophyto histrio \| \| \| \| |
|             | \| \| Medinophyto dilecta \| \| \| \| \| \| Medinophyto histrio \| \| \| \| |
|             | Medinophyto dilecta                                                         |
|             |                                                                             |
|             | Medinophyto histrio                                                         |
|             |                                                                             |